# Janvier 1820

## Événements
- 1er janvier : le pronunciamiento du corps expéditionnaire colonial dirigé par le lieutenant-colonel Rafael del Riego installe les libéraux au pouvoir en Espagne (fin en 1823)[1].

- 8 janvier :
  - Guerres civiles argentines : mutinerie d’Arequito, rébellion des officiers de l’armée du Nord des Provinces-Unies du Río de la Plata[2].
  - Les Britanniques imposent aux cheikhs de la Côte des pirates la signature d'un traité de paix interdisant la piraterie et la traite des esclaves[3]. Début d'un protectorat britannique de fait sur Bahreïn et le Trucial Oman.

- 14 janvier : l'île Bourbon est affectée par une épidémie de choléra[4].

- 22 janvier : les indépendantistes d'Uruguay sont écrasés par les Portugais qui occupent la Bande orientale à la bataille de Tacuarembó[5].

- 29 janvier : début du règne de George IV du Royaume-Uni (fin en 1830)[6].

## Naissances
- 18 janvier : Henri Marès (mort en 1901), ingénieur et agronome français.
- 20 janvier :
  - Alexandre-Émile Béguyer de Chancourtois (mort en 1886), géologue et minéralogiste français.
  - Wilhelm Paul Corssen (mort en 1875), philologue allemand spécialiste des langues latine et étrusque.